# Championnat du Nicaragua de football 2008-2009
Navigation
Saison précédente Saison suivante
La Primera División 2008-2009 est la soixante-sixième édition de la première division nicaraguayenne.
Lors de ce tournoi, le Real Estelí FC a conservé son titre de champion du Nicaragua face aux neuf meilleurs clubs nicaraguayens.
La saison était divisée en deux tournois, l'Apertura et le Clausura, le Real Estelí FC ayant remporté les deux tournois, il a été sacré champion sans disputer la finale du championnat.
Lors du premier tournoi, chacun des dix clubs participants était confronté deux fois aux neuf autres équipes, puis les quatre meilleurs se sont affrontés lors d'une phase finale à la fin du tournoi.
Lors du second tournoi, chacun des dix clubs participants était confronté une seule fois aux neuf autres équipes, puis les six meilleurs se sont affrontés lors d'une phase finale à la fin du tournoi.
Seulement une place était qualificative pour la Ligue des champions de la CONCACAF.

## Les 10 clubs participants
| \| I Deportivo Bluefields Deportivo Ocotal Diriangén FC Managua FC Deportivo Walter Ferreti Deportivo Masatepe Real Estelí FC Real Madriz VCP Chinandega Managua FC Deportivo Walter Ferreti Xilotepelt FC \| Localisation des clubs engagés dans le championnat. |
| I Deportivo Bluefields Deportivo Ocotal Diriangén FC Managua FC Deportivo Walter Ferreti Deportivo Masatepe Real Estelí FC Real Madriz VCP Chinandega Managua FC Deportivo Walter Ferreti Xilotepelt FC                                                           |

| Club                      | Stade                                        | Capacité          | Ville      |
| Deportivo Bluefields (en) | Stade Glorias Costeñas                       | 4 000             | Bluefields |
| Deportivo Ocotal (en)     | Stade Roy Fernandez Bermuda                  | 3 000             | Ocotal     |
| Diriangén FC              | Stade Cacique Diriangén                      | 7 500             | Diriamba   |
| Managua FC (en)           | Stade Olympique de l'Indépendance de Managua | 8 000             | Managua    |
| Deportivo Masatepe        | Stade José Ernesto Sanchez                   | 2 000             | Masatepe   |
| Real Estelí FC            | Stade de l'Indépendance                      | 4 800             | Estelí     |
| Real Madriz               | Stade Municipal de Somoto                    | 3 000             | Somoto     |
| VCP Chinandega (en)       | Stade inconnu                                | Capacité inconnue | Chinandega |
| Deportivo Walter Ferreti  | Stade Olympique de l'Indépendance de Managua | 8 000             | Managua    |
| Xilotepelt FC             | Stade Pedro Selva                            | 12 000            | Jinotepe   |

## Tournoi Apertura
Ce tournoi se déroule de la même façon que les tournois saisonniers précédents, en deux phases :
- La phase de qualification : les dix-huit journées de championnat.
- La phase finale : les confrontations aller-retour allant des demi-finales à la finale.

### Phase de qualification
Les dix équipes affrontent à deux reprises les neuf autres équipes selon un calendrier tiré aléatoirement.
Le classement est établi sur le barème de points classique (victoire à 3 points, match nul à 1, défaite à 0).
Le départage final se fait selon les critères suivants :
- Le nombre de points.
- La différence de buts générale.
- Le nombre de buts marqué.

#### Classement
| Rang | Équipe                    | Pts | J  | G  | N | P  | Bp | Bc | Diff |
| ---- | ------------------------- | --- | -- | -- | - | -- | -- | -- | ---- |
| 1    | Real Estelí FC (T)        | 41  | 18 | 13 | 2 | 3  | 33 | 13 | +20  |
| 2    | Deportivo Ocotal (en)     | 37  | 18 | 11 | 4 | 3  | 34 | 21 | +13  |
| 3    | Diriangén FC              | 36  | 18 | 11 | 3 | 4  | 36 | 14 | +22  |
| 4    | VCP Chinandega (en) (P)   | 35  | 18 | 10 | 5 | 3  | 31 | 17 | +14  |
| 5    | Deportivo Walter Ferreti  | 34  | 18 | 10 | 4 | 4  | 41 | 24 | +17  |
| 6    | Xilotepelt FC (P)         | 23  | 18 | 7  | 2 | 9  | 29 | 30 | -1   |
| 7    | Real Madriz               | 20  | 18 | 5  | 5 | 8  | 24 | 32 | -8   |
| 8    | Deportivo Masatepe        | 16  | 18 | 4  | 4 | 10 | 17 | 29 | -12  |
| 9    | Managua FC (en) (P)       | 9   | 18 | 2  | 3 | 13 | 17 | 37 | -20  |
| 10   | Deportivo Bluefields (en) | 2   | 18 | 0  | 2 | 16 | 13 | 58 | -45  |

| Légende : Qualifications et relégations | Légende : Qualifications et relégations                  |
| --------------------------------------- | -------------------------------------------------------- |
|                                         | Qualifié pour les demi-finales                           |
|                                         | (T) : Tenant du titre (P) : Promu de la saison 2007-2008 |

#### Matchs
| Résultats (▼dom., ►ext.)                                   | Blu | Dir | Man | Mas | Dep | REs | RMa | VCP | Wal | Xil |
| Deportivo Bluefields (en)                                  |     | 1-3 | 0-2 | 1-2 | 1-6 | 0-2 | 0-3 | 1-3 | 1-7 | 1-5 |
| Diriangén FC                                               | 1-0 |     | 2-0 | 4-2 | 3-1 | 0-0 | 6-0 | 0-1 | 3-2 | 2-0 |
| Managua FC (en)                                            | 3-2 | 1-3 |     | 0-2 | 1-2 | 1-3 | 2-3 | 0-1 | 2-2 | 1-3 |
| Deportivo Masatepe                                         | 1-1 | 0-3 | 0-0 |     | 1-1 | 0-1 | 2-1 | 1-1 | 0-1 | 1-2 |
| Deportivo Ocotal (en)                                      | 2-1 | 2-1 | 2-2 | 2-0 |     | 1-0 | 3-1 | 4-1 | 1-1 | 2-0 |
| Real Estelí FC                                             | 3-0 | 1-1 | 1-0 | 3-1 | 4-1 |     | 4-1 | 1-0 | 3-0 | 2-1 |
| Real Madriz                                                | 0-0 | 1-1 | 2-1 | 4-1 | 0-0 | 1-2 |     | 1-1 | 0-1 | 2-1 |
| VCP Chinandega (en)                                        | 4-0 | 1-0 | 2-0 | 3-1 | 2-0 | 3-1 | 1-1 |     | 2-3 | 2-0 |
| Deportivo Walter Ferreti                                   | 5-1 | 1-0 | 5-1 | 1-0 | 1-2 | 1-2 | 4-2 | 1-1 |     | 4-2 |
| Xilotepelt FC                                              | 6-2 | 0-3 | 2-0 | 0-2 | 1-2 | 1-0 | 2-1 | 2-2 | 1-1 |     |
| - Victoire à domicile - Match nul - Victoire à l'extérieur |     |     |     |     |     |     |     |     |     |     |

### La Phase Finale
Les quatre équipes qualifiées sont réparties dans le tableau final d'après leur classement général.
En cas d'égalité sur la somme des deux matchs, c'est l'équipe ayant marqué le plus de buts à extérieur qui l'emporte puis une prolongation et une séance de tirs au but ont éventuellement lieu.

#### Tableau
|  |                       |            |              |            |                |     |   |        |        |        |        |        |
|  | 1/2 finale            | 1/2 finale | 1/2 finale   | 1/2 finale | 1/2 finale     |     |   | Finale | Finale | Finale | Finale | Finale |
|  |                       |            |              |            |                |     |   |        |        |        |        |        |
|  |                       |            |              |            |                |     |   |        |        |        |        |        |
|  | Real Estelí FC        | (1)        | 1            | 2          |                |     |   |        |        |        |        |        |
|  | Real Estelí FC        | (1)        | 1            | 2          |                |     |   |        |        |        |        |        |
|  | VCP Chinandega (en)   | (4)        | 3            | 0          |                |     |   |        |        |        |        |        |
|  | VCP Chinandega (en)   | (4)        | 3            | 0          | Real Estelí FC | (1) | 0 | 2      |        |        |        |        |
|  |                       |            |              |            |                | (1) | 0 | 2      |        |        |        |        |
|  |                       |            | Diriangén FC | (3)        | 0              | 0   |   |        |        |        |        |        |
|  | Deportivo Ocotal (en) | (2)        | Diriangén FC | (3)        | 0              | 0   | 0 | 1      |        |        |        |        |
|  | Deportivo Ocotal (en) | (2)        |              |            |                |     | 0 | 1      |        |        |        |        |
|  | Diriangén FC          | (3)        | 2            | 1          |                |     |   |        |        |        |        |        |
|  | Diriangén FC          | (3)        | 2            | 1          |                |     |   |        |        |        |        |        |

#### Demi-finales
| Club                  | Aller | Retour | Club                | Commentaire |
| Real Estelí FC        | 1-3   | 2-0    | VCP Chinandega (en) |             |
| Deportivo Ocotal (en) | 0-2   | 1-1    | Diriangén FC        |             |

#### Finale
| Match aller      | Diriangén FC | 0:0   | Real Estelí FC | Stade Cacique Diriangén |  |
| 21 décembre 2008 |              | (0:0) |                |                         |  |

| Match retour     | Real Estelí FC                                | 2:0   | Diriangén FC | Stade de l'Indépendance |  |
| 28 décembre 2008 | Franklin López 15e (pen.) · Samuel Wilson 72e | (1:0) |              |                         |  |

## Tournoi Clausura
Ce tournoi se déroule de la façon suivante, en trois phases :
- La phase de qualification : les neuf journées de championnat.
- La phase hexagonale : les cinq journées de championnat supplémentaires.
- La phase finale : les confrontations aller-retour allant des demi-finales à la finale.

### Phase de qualification
Les dix équipes affrontent une seule fois les neuf autres équipes selon un calendrier tiré aléatoirement.
Le classement est établi sur le barème de points classique (victoire à 3 points, match nul à 1, défaite à 0).
Le départage final se fait selon les critères suivants :
- Le nombre de points.
- La différence de buts générale.
- Le nombre de buts marqué.

#### Classement
| Rang | Équipe                    | Pts | J | G | N | P | Bp | Bc | Diff |
| ---- | ------------------------- | --- | - | - | - | - | -- | -- | ---- |
| 1    | Real Estelí FC (T)        | 19  | 9 | 6 | 1 | 2 | 15 | 6  | +9   |
| 2    | Xilotepelt FC (P)         | 18  | 9 | 5 | 3 | 1 | 15 | 11 | +4   |
| 3    | Deportivo Walter Ferreti  | 16  | 9 | 4 | 4 | 1 | 24 | 9  | +15  |
| 4    | Deportivo Masatepe        | 13  | 9 | 3 | 4 | 2 | 11 | 12 | -1   |
| 5    | Real Madriz               | 12  | 9 | 3 | 3 | 3 | 13 | 8  | +5   |
| 6    | Diriangén FC              | 12  | 9 | 3 | 3 | 3 | 12 | 10 | +2   |
| 7    | Deportivo Ocotal (en)     | 11  | 9 | 3 | 2 | 4 | 10 | 12 | -2   |
| 8    | Managua FC (en) (P)       | 10  | 9 | 3 | 1 | 5 | 16 | 15 | +1   |
| 9    | VCP Chinandega (en) (P)   | 10  | 9 | 2 | 4 | 3 | 10 | 9  | +1   |
| 10   | Deportivo Bluefields (en) | 1   | 9 | 0 | 1 | 8 | 2  | 36 | -34  |

| Légende : Qualifications et relégations | Légende : Qualifications et relégations                  |
| --------------------------------------- | -------------------------------------------------------- |
|                                         | Qualifié pour la phase hexagonale                        |
|                                         | (T) : Tenant du titre (P) : Promu de la saison 2007-2008 |

#### Matchs
| Résultats (▼dom., ►ext.)                                   | Blu | Dir | Man | Mas | Dep | REs | RMa | VCP | Wal | Xil |
| Deportivo Bluefields (en)                                  |     | 0-2 |     | 2-2 | 0-1 |     |     |     |     | 0-1 |
| Diriangén FC                                               |     |     | 2-0 |     | 0-0 | 1-2 | 1-0 |     |     |     |
| Managua FC (en)                                            | 5-0 |     |     |     |     | 1-2 | 2-0 | 2-2 |     |     |
| Deportivo Masatepe                                         |     | 1-1 | 2-1 |     | 2-2 |     |     |     | 0-2 | 1-1 |
| Deportivo Ocotal (en)                                      |     |     | 0-1 |     |     | 2-1 | 1-2 | 1-0 |     |     |
| Real Estelí FC                                             | 4-0 |     |     | 0-1 |     |     |     | 3-0 | 1-0 | 2-1 |
| Real Madriz                                                | 6-0 |     |     | 2-0 |     | 0-0 |     | 0-0 | 1-1 |     |
| VCP Chinandega (en)                                        | 5-0 | 2-1 |     | 1-2 |     |     |     |     |     | 0-0 |
| Deportivo Walter Ferreti                                   | 0-0 | 2-2 | 4-2 |     | 4-2 |     |     | 0-0 |     |     |
| Xilotepelt FC                                              |     | 3-2 | 3-2 |     | 2-1 |     | 3-2 |     | 1-1 |     |
| - Victoire à domicile - Match nul - Victoire à l'extérieur |     |     |     |     |     |     |     |     |     |     |

### La Phase Hexagonale
Les six équipes affrontent une seule fois les cinq autres équipes selon un calendrier tiré aléatoirement.
Le classement est établi sur le barème de points classique (victoire à 3 points, match nul à 1, défaite à 0).
Le départage final se fait selon les critères suivants :
- Le nombre de points.
- La différence de buts générale.
- Le nombre de buts marqué.

#### Classement
| Rang | Équipe                   | Pts | J | G | N | P | Bp | Bc | Diff |
| ---- | ------------------------ | --- | - | - | - | - | -- | -- | ---- |
| 1    | Real Estelí FC (T)       | 12  | 5 | 4 | 0 | 1 | 17 | 3  | +14  |
| 2    | Deportivo Walter Ferreti | 8   | 5 | 2 | 2 | 1 | 12 | 9  | +3   |
| 3    | Diriangén FC             | 7   | 5 | 2 | 1 | 2 | 11 | 6  | +5   |
| 4    | Xilotepelt FC (P)        | 7   | 5 | 2 | 1 | 2 | 5  | 11 | -6   |
| 5    | Real Madriz              | 6   | 5 | 1 | 3 | 1 | 7  | 8  | -1   |
| 6    | Deportivo Masatepe       | 1   | 5 | 0 | 1 | 4 | 6  | 21 | -15  |

| Légende : Qualifications et relégations | Légende : Qualifications et relégations                  |
| --------------------------------------- | -------------------------------------------------------- |
|                                         | Qualifié pour les demi-finales                           |
|                                         | (T) : Tenant du titre (P) : Promu de la saison 2007-2008 |

#### Matchs
| Résultats (▼dom., ►ext.)                                   | Dir | Mas | REs | RMa | Wal | Xil |
| Diriangén FC                                               |     |     |     |     | 3-3 | 4-0 |
| Deportivo Masatepe                                         | 0-3 |     |     | 2-2 |     |     |
| Real Estelí FC                                             | 2-1 | 0-0 |     |     |     | 0-1 |
| Real Madriz                                                | 1-0 |     | 1-3 |     | 2-2 |     |
| Deportivo Walter Ferreti                                   |     | 3-2 | 0-2 |     |     |     |
| Xilotepelt FC                                              |     | 3-2 |     | 1-1 | 0-4 |     |
| - Victoire à domicile - Match nul - Victoire à l'extérieur |     |     |     |     |     |     |

### La Phase Finale
Les quatre équipes qualifiées sont réparties dans le tableau final d'après leur classement général.
En cas d'égalité sur la somme des deux matchs, c'est l'équipe ayant marqué le plus de buts à extérieur qui l'emporte puis une prolongation et une séance de tirs au but ont éventuellement lieu.

#### Tableau
|  |                          |            |                          |            |                |     |   |        |        |        |        |        |
|  | 1/2 finale               | 1/2 finale | 1/2 finale               | 1/2 finale | 1/2 finale     |     |   | Finale | Finale | Finale | Finale | Finale |
|  |                          |            |                          |            |                |     |   |        |        |        |        |        |
|  |                          |            |                          |            |                |     |   |        |        |        |        |        |
|  | Real Estelí FC           | (1)        | 2                        | 2          |                |     |   |        |        |        |        |        |
|  | Real Estelí FC           | (1)        | 2                        | 2          |                |     |   |        |        |        |        |        |
|  | Xilotepelt FC            | (4)        | 0                        | 2          |                |     |   |        |        |        |        |        |
|  | Xilotepelt FC            | (4)        | 0                        | 2          | Real Estelí FC | (1) | 3 | 0      |        |        |        |        |
|  |                          |            |                          |            |                | (1) | 3 | 0      |        |        |        |        |
|  |                          |            | Deportivo Walter Ferreti | (2)        | 0              | 1   |   |        |        |        |        |        |
|  | Deportivo Walter Ferreti | (2)        | Deportivo Walter Ferreti | (2)        | 0              | 1   | 1 | 2      | 0(3)   |        |        |        |
|  | Deportivo Walter Ferreti | (2)        |                          |            |                |     | 1 | 2      | 0(3)   |        |        |        |
|  | Diriangén FC             | (3)        | 2                        | 1          | 0(2)           |     |   |        |        |        |        |        |
|  | Diriangén FC             | (3)        | 2                        | 1          | 0(2)           |     |   |        |        |        |        |        |

#### Demi-finales
| Club                     | Aller | Retour | Club          | Commentaire       |
| Real Estelí FC           | 2-0   | 2-2    | Xilotepelt FC |                   |
| Deportivo Walter Ferreti | 1-2   | 2-1    | Diriangén FC  | Tirs au but : 3-2 |

#### Finale
| Match aller | Deportivo Walter Ferreti | 0:3   | Real Estelí FC                                        | Stade Ol. de l'Ind. de Managua |  |
| 20 mai 2009 |                          | (0:1) | Elmer Mejia 3e · Rudel Calero 66e · Samuel Wilson 74e |                                |  |

| Match retour | Real Estelí FC | 1:1   | Deportivo Walter Ferreti | Stade de l'Indépendance |  |
| 24 mai 2009  | 74e            | (0:0) | Alexis Lopez 59e         |                         |  |

## Classement cumulatif
| Rang | Équipe                    | Pts | J  | G  | N | P  | Bp | Bc | Diff |
| ---- | ------------------------- | --- | -- | -- | - | -- | -- | -- | ---- |
| 1    | Real Estelí FC (T)        | 60  | 27 | 19 | 3 | 5  | 48 | 19 | +29  |
| 2    | Deportivo Walter Ferreti  | 50  | 27 | 14 | 8 | 5  | 65 | 33 | +32  |
| 3    | Diriangén FC              | 48  | 27 | 14 | 6 | 7  | 48 | 24 | +24  |
| 4    | Deportivo Ocotal (en)     | 48  | 27 | 14 | 6 | 7  | 44 | 33 | +11  |
| 5    | VCP Chinandega (en) (P)   | 45  | 27 | 12 | 9 | 6  | 41 | 26 | +15  |
| 6    | Xilotepelt FC (P)         | 41  | 27 | 12 | 5 | 10 | 44 | 41 | +3   |
| 7    | Real Madriz               | 32  | 27 | 8  | 8 | 11 | 37 | 40 | -3   |
| 8    | Deportivo Masatepe        | 29  | 27 | 7  | 8 | 12 | 28 | 41 | -13  |
| 9    | Managua FC (en) (P)       | 19  | 27 | 5  | 4 | 18 | 33 | 52 | -19  |
| 10   | Deportivo Bluefields (en) | 3   | 27 | 0  | 3 | 24 | 15 | 94 | -79  |

| Légende : Qualifications et relégations | Légende : Qualifications et relégations                          |
| --------------------------------------- | ---------------------------------------------------------------- |
|                                         | Ligue des champions de la CONCACAF 2009-2010 (Tour préliminaire) |
|                                         | Qualifié pour le barrage de relégation en Segunda División       |
|                                         | Relégué en Segunda División                                      |
|                                         | (T) : Tenant du titre (P) : Promu de la saison 2007-2008         |

## Barrage de relégation
| Club        | Aller | Retour | Club         | Commentaire |
| Real Madriz | 0-1   | 6-1    | UNAN Managua |             |

## Finale du championnat
Le Real Estelí FC ayant remporté les deux tournois saisonniers, la finale du championnat n'a pas été jouée.

## Bilan du tournoi
| Tableau d'Honneur |                |
| Compétition       | Vainqueur      |
| Primera División  | Real Estelí FC |

| Qualifications continentales 2009-2010 |                |
| Ligue des champions                    | Qualifiés      |
| Tour Préliminaire                      | Real Estelí FC |

| Promotions et relégations   |                                                              |
| Relégué en Segunda División | Deportivo Masatepe Managua FC (en) Deportivo Bluefields (en) |
| Promu de Segunda División   | Chinandega FC (en)                                           |